# Karl Benedict von Schirach
Karl Benedict von Schirach (* 25. Mai 1790 in Altona; † 9. Januar 1864 in Davenport (Iowa), USA) war ein deutscher Jurist und Autor.

## Leben
Er ist der Sohn des deutschen Historikers, dänischen Legationsrats und Publizisten Gottlob Benedikt von Schirach (1743–1804). Wilhelm Benedict von Schirach war sein Bruder.
Wie sein Vater trat Karl Benedict von Schirach in dänischen Dienst (in den Herzogtümern Schleswig und Holstein) ein. 1834 war er Rat im holsteinisch-lauenburgischen Obergericht, 1840 königlich dänischer Etatsrat und 1841 Rat im schleswig-holsteinisch-lauenburgischen Oberappellationsgericht in Kiel. Nach der Wiederherstellung der dänischen Oberhoheit in Holstein nahm er 1854 seine Entlassung.
1855 wanderte er nach Amerika aus, wo er starb.

## Auszeichnungen
- Dannebrogorden, Ritter (28. Juni 1845)[1]

## Veröffentlichungen
- 1828 – Handbuch des schleswig-holsteinischen Criminalrechts und -processes
- 1829–30 – Geschichte unserer Zeit in jährlichen Uebersichten
- 1840 –  Mittheilungen aus dem Leben eines Richters
- poetische Beiträge in Zeitschriften (Morgenblatt, Eidora, Nord. Musenalmanach u. a.), z. B. Julian Apostata. Ein dramatisches Gedicht in Gardthausen’s Eidora 1825, S. 51.